# Blastobasis anthoptera
Blastobasis anthoptera é uma espécie de mariposa do gênero Blastobasis pertencente à família Coleophoridae.